# Jerebkove, Bârzula
Jerebkove (în ucraineană Жеребкове) este un sat în comuna Ananiev din raionul Bârzula, regiunea Odesa, Ucraina.

## Demografie
Componența lingvistică a localității Jerebkove
     Ucraineană (91,51%)
     Rusă (5,44%)
     Română (2,29%)
     Alte limbi (0,77%)
Conform recensământului din 2001, majoritatea populației localității Jerebkove era vorbitoare de ucraineană (91,51%), existând în minoritate și vorbitori de rusă (5,44%) și română (2,29%).